# Ammophila crassifemoralis
Ammophila crassifemoralis är en biart som först beskrevs av Rowland Edwards Turner 1919.
Ammophila crassifemoralis ingår i släktet Ammophila och familjen grävsteklar. Inga underarter finns listade i Catalogue of Life.